# Tubulipora ingens
Tubulipora ingens är en mossdjursart som beskrevs av Canu och Bassler 1928?. Tubulipora ingens ingår i släktet Tubulipora och familjen Tubuliporidae. Inga underarter finns listade i Catalogue of Life.